# راسل هالس
راسل آلن هالس ((به انگلیسی: Russell Alan Hulse) متولد ۲۸ نوامبر ۱۹۵۰) یک فیزیکدان آمریکایی است که برنده جایزه نوبل فیزیک با مشارکت مشاور تزش جوزف تیلور در سال ۱۹۹۳ است. آنها این جایزه را به خاطر تحقیقاتشان در مورد «پژوهش دربارهٔ نیروهای گرانشی ناشی از تپ‌اخترها» دریافت کردند. او یک متخصص در مطالعات تپ اختر و امواج گرانشی شد.

## زندگی‌نامه
هالس در شهر نیویورک متولد شد و به تحصیل در دبیرستان عالی علوم به تحصیل پرداخت و سپس وارد دانشگاه ماساچوست در امهرست شد و دکتری فیزیک خود را در سال ۱۹۷۵ از این دانشگاه دریافت نمود.
او با تیلور در مقیاس بزرگ با استفاده از رصدخانه رصدخانه آرسیبو در پورتو ریکو بر روی تپ اخترها کار می‌کرد. این کار منجر به کشف اولین باینری تپ اختر شد.

## سال‌های بعد
پس از دریافت دکتری خود، هالس برای فوق دکتری خود در رصدخانه رادیو نجوم ملی در بانک سبز، در غرب ویرجینیا شروع به کار نمود. او به پرینستون بازگشت، وی سال‌ها مشغول به کار در آزمایشگاه فیزیک پلاسما شد. او همچنین در آموزش و پرورش نیز کار می‌کرد و در سال ۲۰۰۳ به عنوان استاد فیزیک و ریاضیات به دانشگاه تگزاس در دالاس پیوست.
هالس و تیلور در سال ۱۹۹۳، به صورت مشترک موفق به دریافت جایزه نوبل فیزیک برای کشف اولین باینری تپ اختر شدند.
هالس در سال ۲۰۰۳ به عنوان همکار انجمن پیشبرد علوم آمریکا انتخاب شد.
در ژوئیه سال ۲۰۰۷، هالس به هیئت مشاوران تکنولوژی تصویربرداری آرورا پیوست.